# Владимировка (Белгород-Днестровский район)
Владимировка (укр. Володимирівка) — село, относится к Белгород-Днестровскому району Одесской области Украины.
Население по переписи 2001 года составляло 224 человека. Почтовый индекс — 67720. Телефонный код — 4849. Занимает площадь 0,44 км².

## Местный совет
67720, Одесская обл., Белгород-Днестровский р-н, с. Владимировка, ул. Ленина, 104